# Тихомир Бурков
Тихомир Кръстев Бурков е български учен, стоматолог.

## Биография
Роден е в 1912 година в град Скопие, тогава в Османската империя.
В 1936 година завършва медицина в Софийския университет.
Директор е на Националния стоматологичен институт от 1952 до 1969 година.
Умира в 1987 година в София.